# Bismuth
Bismuth (RO bismut, ældre navn: vismut) er et grundstof i det periodiske system, som har symbolet Bi og atomnummeret 83. Der findes 36 forskellige isotoper af bismuth, alle radioaktive.
Bismuth anvendes i nogle haglpatroner (bismuthhagl), da det er mindre giftigt end bly, og ikke giver problemer for savværkerne som stålhagl.

## Bismuth-209
Bismuth-209 (209Bi) er isotop af bismuth med den længste kendte halveringstid af enhver radioisotop, der gennemgår α-henfald (alfa-henfald).
Bismuth-209 blev længe anset for at have den tungeste stabile atomkerne af ethvert grundstof, men i 2003 opdagede et forskerhold ved Institut d'astrophysique spatiale (IAS) i Orsay, Frankrig, at 209Bi gennemgår alfa-henfald med en halveringstid på cirka 19 exa år (1,9×1019, cirka 19 trillioner år), over en milliard gange længere end den nuværende estimerede alder af universet. Den tungeste atomkerne, der anses for at være stabil, er nu bly-208 og den tungeste stabile monoisotopiske grundstof er guld som 197Au isotop.